# Армандо Обіспо
Армандо Обіспо (нід. Armando Obispo, нар. 5 березня 1999, Бокстель, Нідерланди) — нідерландський футболіст, центральний захисник клубу ПСВ.

## Ігрова кар'єра

### Клубна
Армандо Обіспо є вихованцем футбольної академії клубу ПСВ. У 2016 році у складі «Йонг ПСВ» футболіст дебютував у турнірі Еерстедивізі. На початку 2018 року футболіста було внесено в заявку першої команди. Дебютну гру на вищому рівні футболіст провів у березні 2018 року, коли вийшов на заміну у матчі проти «ВВВ-Венло».
Влітку 2019 року для набору ігрової практики Обіспо був відправлений в оренду в клуб Ередивізі «Вітесс», де провів повний сезон.

### Збірна
Армандо Обіспо народився в родині вихідців з Кюрасао. Але з 2013 року захищає кольори юнацьких та молодіжної збірної Нідерландів. 
У 2017 році у складі юнацької збірної (U-19) Обіспо взяв участь у юнацькому чемпіонаті Європи, який приймала Грузія. На турнірі футболіст зіграв три поєдинки.

## Титули
ПСВ
 Чемпіон Нідерландів (3): 2017/18, 2023/24, 2024/25
 Переможець Кубка Нідерландів (2): 2021/22, 2022/23
 Переможець Суперкубка Нідерландів (4): 2021, 2022, 2023, 2025